# Martin Tauber
Pour les articles homonymes, voir Tauber (homonymie).
Martin Tauber (né le 4 novembre 1976) est un fondeur autrichien.

## Biographie
Il commence sa carrière au haut niveau en 1993. Il participe à la Coupe du monde à partir de 1997. En février 2006, il finit deuxième du quinze kilomètres classique de Davos, obtenant son premier et seul podium en Coupe du monde. Il participe juste après aux Jeux olympiques d'hiver de 2006, mais il se retrouve accusé de dopage avec d'autres skieurs autrichiens et finalement est suspendu deux ans par la FIS en 2007.

## Palmarès

### Coupe du monde
- Meilleur classement général : 37e en 2006.
- Meilleur résultat individuel : 2e.